# Hermenegildo Galeana 2da. Sección
Hermenegildo Galeana 2da. Sección är en ort i Mexiko.   Den ligger i kommunen Jalpa de Méndez och delstaten Tabasco, i den sydöstra delen av landet, 600 km öster om huvudstaden Mexico City. Hermenegildo Galeana 2da. Sección ligger 14 meter över havet och antalet invånare är 1 881.
Terrängen runt Hermenegildo Galeana 2da. Sección är mycket platt. Runt Hermenegildo Galeana 2da. Sección är det ganska tätbefolkat, med 166 invånare per kvadratkilometer. Närmaste större samhälle är Jalpa de Méndez, 7,6 km öster om Hermenegildo Galeana 2da. Sección. Trakten runt Hermenegildo Galeana 2da. Sección består till största delen av jordbruksmark.